# Petre P. Carp
Petre P. Carp (Iaşi, Moldavia, 29 de junio de 1837-Ţibăneşti, Vaslui, 19 de junio de 1919) fue un político conservador y crítico literario rumano que sirvió como primer ministro de Rumania en dos períodos a comienzos del siglo XX.

## Primeros años
Nació en una familia de boyardos (era hijo de un stolnic moldavo). Fue enviado a estudiar en el extranjero y completó los estudios secundarios en Berlín. Ingresó en la facultad de Leyes y Ciencia Política de la Universidad de Bonn en 1858.
En 1862, regresó a Moldavia, que se había unido a Valaquia bajo el gobierno de Alejandro Juan Cuza, y, junto con Titu Maiorescu, Vasile Pogor, Theodor Rosetti y Iacob Negruzzi, fundó la influyente sociedad literaria Junimea (cuyas primeras reuniones se celebraron en 1863-1864).

## Carrera
Junto a Maiorescu, Carp fue la figura principal de Junimea ("Juventud") durante las décadas siguientes, aunque su producción literaria fue relativamente menor. Se involucró en debates con los representantes de otras tendencias culturales, en particular criticando el estilo de Bogdan Petriceicu-Hasdeu por romántico y por sus preferencias políticas. Carp y los demás miembros de la sociedad controlaron el Partido Conservador entre 1888 y 1917.
Carp desempeñó cargos administrativos relativamente destacados en el gabinete conservador de Nicolae Creţulescu, y se unió a la alianza de conservadores y liberales contra Cuza que desembocó en el golpe de Estado del 22 de febrero de 1866 que lo derrocó. Fue uno de los secretarios del gobierno provisional que se formó inmediatamente después de los acontecimientos, y luego sirvió como representante diplomático de Rumania en el Imperio austrohúngaro, el Imperio alemán, y más tarde en Italia, durante los primeros años del reinado de Carol I.
Después de la proclamación de la independencia del Imperio otomano en 1877 (véase guerra ruso-turca (1877-1878)), Carp representó al nuevo país en calidad de enviado extraordinario y ministro plenipotenciario en Viena.
En 1888, con el fin del periodo de predominio liberal por el relevo al frente del gobierno de los conservadores (que duró hasta 1895), fue nombrado ministro de exteriores en el gabinete de Teodor Rosetti.
En 1891, después de la separación de Junimea de los conservadores y de constituirse en el Partido Constitucional, Carp fue elegido presidente de este último. Su grupo volvió a ingresar en el partido conservador en 1907 (junto con otras facciones), y pasó a servir como presidente del partido reunificado hasta 1912.

### La Guerra Mundial
Carp se convirtió posteriormente en un partidario destacado de la alianza secreta de Rumania con los Imperios Centrales (véase Triple Alianza (1882)) y, fue, junto al rey Carol, el único que en la crucial reunión del consejo real del 3 de agosto de 1914, abogó por la participación de Rumania en la Primera Guerra Mundial del lado alemán. Esta postura fue finalmente derrotada por la de los liberales favorables a la Entente y el ambiente general de hostilidad hacia el Imperio Austrohúngaro por la cuestión de los rumanos en Transilvania. El resto de sus correligionarios presentes en la reunión, incluyendo al jefe del partido Alexandru Marghiloman, defendieron el mantenimiento de la neutralidad, que fue aceptada por el rey.
Al principio de la guerra recibió subsidios alemanes para crear una publicación favorable a los Imperios y que defendiese la guerra con Rusia, parte de una campaña de ambos bandos para hacerse con el favor de las figuras destacadas de la política rumana para que los respaldasen o mantuviesen una postura favorable a sus intereses. Destacados políticos de los dos principales partidos rumanos recibieron estos sobornos. En octubre de 1914 propuso a los alemanes la entrada en la guerra del país del bando de las Potencias Centrales a cambio de la cesión austrohúngara de una parte de la Bucovina, contándose entre los escasos políticos rumanos dispuesto a aliarse con su bando. La propuesta fracasó ante la negativa austrohúngara a realizar concesiones territoriales a Rumania. Junto con otras destacadas figuras del conservador como Alexandru Marghiloman o Titu Liviu Maiorescu abogó por el mantenimiento de la neutralidad en la guerra, al verse incapaz de dirigir al país a una alianza abierta con Alemania. Esta postura la defendían igualmente ciertos elementos hostiles a Rusia del PNL del primer ministro Ionel Bratianu, mientras que este mantuvo la neutralidad únicamente mientras esperaba la oportunidad para entrar en la guerra del lado de la Entente.
En 1917, ocupada Valaquia en invierno anterior, ya defendía la abdicación del rey y el acuerdo con Alemania, mientras otros correligionarios como Marghiloman mantenían una postura más prudente. La derrota de las ofensivas austro-germanas en 1917, que impidieron la ocupación de Moldavia, hicieron que los ocupantes comenzaran a preferir la postura conciliadora de Marghiloman al extremismo de Carp. Los conservadores rumanos sólo veían aceptable las propuestas de Carp en caso de una victoria total de los Imperios, que no parecía real en aquel momento.
Derrotada Rumanía a finales de 1917 por la deserción masiva de las tropas rusas que cubrían gran parte del frente rumano tras las revoluciones de ese año en Rusia, los alemanes sopesaron el tratamiento que habían de dar al país. Mientras Marghiloman defendía un acuerdo con el rey Fernando, Carp defendía la abdicación del monarca, la aprobación de una nueva constitución y la alianza abierta con Alemania.
Una delegación rumana partió a averiguar el parecer del ejército, que se pronunció en defensa del rey, debilitándose así la posición de Carp frente a la de Marghiloman, que pronto fue nombrado primer ministro con la aquiescencia tanto de los Imperios Centrales como con la del soberano rumano. Tras el nombramiento de Marghiloman com primer ministro mantuvo sus proyectos de cambio radical de alianzas y de derrocamiento de la dinastía, acusando a Marghiloman de traidor a la causa de los Imperios y causando problemas a este en Berlín a través de sus partidarios.

## Últimos años
Se retiró de la vida pública y murió en su finca en Ţibăneşti, en el distrito de Vaslui.